# Loma Alta, Isla
Loma Alta är en ort i Mexiko.   Den ligger i kommunen Isla och delstaten Veracruz, i den sydöstra delen av landet, 400 km öster om huvudstaden Mexico City. Loma Alta ligger 51 meter över havet och antalet invånare är 529.
Terrängen runt Loma Alta är platt. Runt Loma Alta är det ganska glesbefolkat, med 24 invånare per kvadratkilometer. Närmaste större samhälle är Tesechoacan, 17,8 km norr om Loma Alta. Omgivningarna runt Loma Alta är en mosaik av jordbruksmark och naturlig växtlighet.